# Lituânia nos Jogos Olímpicos
A Lituânia, após declarar independência do Império Russo em 1918, enviou seus atletas para os Jogos Olímpicos de Verão de 1924, em Paris, pela primeira vez. De início o país considerava levar 33 atletas, mas então decidiram limitar a delegação a 13 jogadores de futebol e 2 ciclistas. Os jogadores de futebol chegaram a Paris apenas um dia antes do jogo marcado. A Lituânia estreou nos Jogos Olímpicos em 25 de maio de 1924 às 14h40 (hora de Paris) quando a partida Lituânia x Suíça começou. Os lituanos perderam por 9-0 (4-0). Os ciclistas não conseguiram completar os 188 km de corrida por causa de dificuldades técnicas.
Em 1928 a Lituânia teve 12 representantes em 4 esportes: 2 boxeadores, 4 ciclistas, 5 atletas e um halterofilista. Juozas Vinča connseguiu os melhores resultados, com um 5-7 lugar no Boxe.
Nos Jogos Olímpicos de Verão de 1932, em Los Angeles, a Lituânia não participou por causa de dificuldades econômicas e controvérsias políticas que cercavam o Comitê Olímpico Nacional.[carece de fontes?]. Já nos Jogos Olímpicos de Verão de 1936, em Berlim, o país não foi convidado pelos alemães devido à disputa da região de Memelland/Klaipėda. Em 1940, a Lituânia perdeu sua independência ao ser incorporada pela União Soviética. Após a Segunda Guerra Mundial, os lituanos participaram dos Jogos representando a União Soviética, e entre 1952 a 1988, 86 lituanos participaram das Olimpíadas e ganharam 60 medalhas (57 nos Jogos de Verão e 3 nos de Inverno) para os soviéticos.
Após declarar independência em 1990, a Lituânia não deixou de disputar os Jogos Olímpicos, começando pelos Jogos Olímpicos de Verão de 1992. A pequena nação báltica desde então conquistou 25 medalhas, incluindo três bronzes consecutivos no esporte mais popular do país, o basquetebol.

## Medalhistas

### Jogos de Verão
| Medalha           | Nome                                   | Jogos               | Esporte              | Evento                             |
| ----------------- | -------------------------------------- | ------------------- | -------------------- | ---------------------------------- |
| Medalha de ouro   | Romas Ubartas                          | 1992 Barcelona      | Atletismo            | Lançamento de disco masculino      |
| Medalha de bronze | Seleção de basquete                    | 1992 Barcelona      | Basquetebol          | Competição masculina               |
| Medalha de bronze | Seleção de basquete                    | 1996 Atlanta        | Basquetebol          | Competição masculina               |
| Medalha de ouro   | Virgilijus Alekna                      | 2000 Sydney         | Atletismo            | Lançamento de disco masculino      |
| Medalha de ouro   | Daina Gudzinevičiūtė                   | 2000 Sydney         | Tiro                 | Fossa olímpica feminino            |
| Medalha de bronze | Seleção de basquete                    | 2000 Sydney         | Basquetebol          | Competição masculina               |
| Medalha de bronze | Diana Žiliūtė                          | 2000 Sydney         | Ciclismo (Estrada)   | Individual Feminino                |
| Medalha de bronze | Kristina Poplavskaja Birutė Šakickienė | 2000 Sydney         | Remo                 | Esquife duplo feminino             |
| Medalha de ouro   | Virgilijus Alekna                      | 2004 Atenas         | Atletismo            | Lançamento de disco masculino      |
| Medalha de prata  | Austra Skujytė                         | 2004 Atenas         | Atletismo            | Heptatlo                           |
| Medalha de prata  | Andrejus Zadneprovskis                 | 2004 Atenas         | Pentatlo Moderno     | Masculino                          |
| Medalha de prata  | Edvinas Krungolcas                     | 2008 Pequim         | Pentatlo Moderno     | Masculino                          |
| Medalha de prata  | Gintarė Volungevičiūtė                 | 2008 Pequim         | Vela                 | Laser Radial feminino              |
| Medalha de bronze | Virgilijus Alekna                      | 2008 Pequim         | Atletismo            | Lançamento de disco masculino      |
| Medalha de bronze | Andrejus Zadneprovskis                 | 2008 Pequim         | Pentatlo Moderno     | Masculino                          |
| Medalha de bronze | Mindaugas Mizgaitis                    | 2008 Pequim         | Lutas                | Greco-Romana - até 120kg masculino |
| Medalha de ouro   | Laura Asadauskaitė                     | 2012 Londres        | Pentatlo moderno     | Feminino                           |
| Medalha de ouro   | Rūta Meilutytė                         | 2012 Londres        | Natação              | 100m peito Feminino                |
| Medalha de prata  | Jevgenijus Šuklinas                    | 2012 Londres        | Canoagem             | C-1 200 m masculino                |
| Medalha de bronze | Evaldas Petrauskas                     | 2012 Londres        | Boxe                 | Peso Leve masculino                |
| Medalha de bronze | Aleksandr Kazakevič                    | 2012 Londres        | Lutas                | Greco-Romana - até 120kg masculino |
| Medalha de prata  | Mindaugas Griškonis Saulius Ritter     | 2016 Rio de Janeiro | Remo                 | Skiff duplo masculino              |
| Medalha de bronze | Milda Valčiukaitė Donata Vištartaitė   | 2016 Rio de Janeiro | Remo                 | Skiff duplo feminino               |
| Medalha de bronze | Aurimas Didžbalis                      | 2016 Rio de Janeiro | Levantamento de peso | Até 94kg masculino                 |
| Medalha de bronze | Aurimas Lankas Edvinas Ramanauskas     | 2016 Rio de Janeiro | Canoagem             | K-2 200 metros masculino           |

## Quadro de Medalhas
| Jogos                                                       | Atletas | Esportes | Ouro | Prata | Bronze |
| Lituânia Independente                                       |         |          |      |       |        |
| 1924                                                        | 13      | 2        |      |       |        |
| 1928                                                        | 12      | 4        |      |       |        |
| União Soviética (medalhas contadas por atletas individuais) |         |          |      |       |        |
| 1952                                                        | 5       | 3        |      | 3     |        |
| 1956                                                        | 7       | 4        |      | 4     | 1      |
| 1960                                                        | 4       | 3        |      | 2     | 1      |
| 1964                                                        | 16      | 3        |      | 1     |        |
| 1968                                                        | 10      | 5        | 2    | 2     | 5      |
| 1972                                                        | 8       | 4        | 2    | 1     |        |
| 1976                                                        | 8       | 4        | 2    | 2     | 3      |
| 1980                                                        | 16      | 7        | 7    | 1     | 3      |
| 1988                                                        | 25      | 9        | 10   | 3     | 2      |
| Lituânia Independente (medalhas contadas por times)         |         |          |      |       |        |
| 1992                                                        | 46      | 11       | 1    |       | 1      |
| 1996                                                        | 60      | 14       |      |       | 1      |
| 2000                                                        | 61      | 15       | 2    |       | 3      |
| 2004                                                        | 59      | 13       | 1    | 2     |        |
| 2008                                                        | 71      | 16       | 0    | 2     | 3      |
| 2008                                                        | 62      | 14       | 2    | 1     | 2      |
| Total                                                       | 421     | 20       | 29   | 24    | 25     |

| Esporte          | Ouro | Prata | Bronze | Total |
| Atletismo        | 3    | 1     | 1      | 5     |
| Pentatlo Moderno | 1    | 2     | 1      | 4     |
| Tiro             | 1    | 0     | 0      | 1     |
| Natação          | 1    | 0     | 0      | 1     |
| Remo             | 0    | 1     | 2      | 3     |
| Canoagem         | 0    | 1     | 1      | 2     |
| Vela             | 0    | 1     | 0      | 1     |
| Basquete         | 0    | 0     | 3      | 3     |
| Lutas            | 0    | 0     | 2      | 2     |
| Boxe             | 0    | 0     | 1      | 1     |
| Ciclismo         | 0    | 0     | 1      | 1     |
| Halterofilismo   | 0    | 0     | 1      | 1     |
| Total            | 6    | 6     | 13     | 25    |

## Lista de medalhistas de ouro
| No.                   | Nome                       | Esporte             | Ouro              |
| --------------------- | -------------------------- | ------------------- | ----------------- |
| Na União Soviética    |                            |                     |                   |
| 1                     | Vasilijus Matuševas        | Voleibol            | 1968              |
| 2                     | Danas Pozniakas            | Boxe                | 1968              |
| 3                     | Vladislavas Česiūnas       | Canoagem            | 1972              |
| 4                     | Modestas Paulauskas        | Basquetebol         | 1972              |
| 5                     | Vida Beselienė             | Basquetebol         | 1980              |
| 6                     | Aldona Česaitytė-Nenėnienė | Handebol            | 1976 e 1980       |
| 7                     | Lina Kačiušytė             | Natação             | 1980              |
| 8                     | Sigita Mažeikaitė-Strečen  | Handebol            | 1980              |
| 9                     | Angelė Rupšienė            | Basquetebol         | 1976 e 1980       |
| 10                    | Remigijus Valiulis         | Atletismo           | 1980              |
| 11                    | Robertas Žulpa             | Natação             | 1980              |
| 12                    | Valdemaras Chomičius       | Basquetebol         | 1988              |
| 13                    | Arvydas Janonis            | Futebol             | 1988              |
| 14                    | Artūras Kasputis           | Ciclismo            | 1988              |
| 15                    | Rimas Kurtinaitis          | Basquetebol         | 1988              |
| 16                    | Šarūnas Marčiulionis       | Basquetebol         | 1988              |
| 17                    | Arminas Narbekovas         | Futebol             | 1988              |
| 18                    | Valdemaras Novickis        |                     | 1988              |
| 19                    | Arvydas Sabonis            | Basquetebol         | 1988              |
| 20                    | Gintautas Umaras           | Ciclismo            | 1988 (duas vezes) |
| 21                    | Vida Vencienė              | Esqui cross-country | 1998              |
| Lituânia Independente |                            |                     |                   |
| 22                    | Romas Ubartas              | Lançamento de Disco | 1992              |
| 23                    | Daina Gudzinevičiūtė       | Tiro                | 2000              |
| 24                    | Virgilijus Alekna          | Lançamento de Disco | 2000 e 2004       |
| 25                    | Laura Asadauskaitė         | Pentatlo Moderno    | 2012              |
| 26                    | Rūta Meilutytė             | 100m nado peito     | 2012              |